# زالابولدوگفا
زالابولدوگفا (به مجاری:  Zalaboldogfa) یک شهرداری در مجارستان است که در زالا واقع شده‌است. زالابولدوگفا ۱۱٫۳۴ کیلومتر مربع مساحت و ۳۷۰ نفر جمعیت دارد.